# مارتین دیویدسون
مارتین دیویدسون (انگلیسی: Martin Davidson؛ زادهٔ ۷ نوامبر ۱۹۳۹) کارگردان، تهیه‌کننده، فیلم‌نامه‌نویس، کارگردان تلویزیونی اهل ایالات متحده آمریکا است. وی پس از تحصیل در آکادمی هنرهای دراماتیک آمریکا چهار سال (یا پنج سال با احتساب تورهای نمایشی) به‌عنوان بازیگر در اجراهای آف برادوی و تئاترهای منطقه‌ای فعالیت داشت.
نخستین فیلم بلند او، ارباب فلتبوش، با بازی سیلوستر استالونه، هنری وینکلر و سوزان بلکلی بود که کارگردانی آن را برعهده داشت. او برای فیلم رفته برای همیشه موفق به دریافت جایزهٔ کیبل‌ای‌سی‌ئی شد.
وی هم‌اکنون با سندی دیویدسون (به انگلیسی: Sandy Davidson)، طراح مسکونی و رستوران، ازدواج کرده است.